# ゲーム内広告
ゲーム内広告（ゲームないこうこく）とは、コンピュータゲームの作中にて提示される広告である。商品などの広告を目的として提供されるアドバゲームとは異なるが、広義には含まれる。いわゆるプロダクトプレイスメントの一種ともいえる。

## 概要
ゲーム内広告は、市販のパッケージソフトや、オンラインゲームなどといった一般的な商業ゲーム製品の作中において掲載・表示される形となる。古くは、1982年に稼働したアーケードゲーム『ポールポジション』での看板に実例があるほか、コンシューマーゲームでも、1988年発売のディスクシステム書き換え専用タイトルである『帰ってきたマリオブラザーズ』は、内容自体が永谷園のゲーム内広告であるため、それ以外のタイトルが500円なのに対し、広告料の関係で、100円安い400円での配信となっていた。2005年の春にはマイクロソフトがゲーム内広告会社を買収している。
また、実況パワフルプロ野球シリーズ、プロ野球スピリッツシリーズ、ウイニングイレブンシリーズ、グランツーリスモシリーズ、近年のEAスポーツにおける作品では、実在の競技場やサーキットについては契約している場所に実在企業の広告看板を登場させている。1994年に発売したメガCD専用タイトルの『ヘブンリーシンフォニー』（フジテレビ・セガ）が初めての事例。ただし、競合企業など、自社や架空の看板に差し替えている箇所も極稀に存在する。かつては契約した企業の架空看板への差し替えも存在し、『実況パワフルプロ野球シリーズ』や『プロ野球スピリッツシリーズ』における東京ドームの扱いで、かつて東映が契約していた配給映画の宣伝看板部分は、東映のシンボルマークで代替されていた。外部版権の関係やひっきりなしに対象作品を入れ替えることに伴う。
スポーツゲーム以外でも実例があり、龍が如くシリーズや派生タイトル専用ゲームエンジンであるドラゴンエンジン（セガ）使用タイトルは、実在企業のチェーン店（主に量販店・飲食店）や看板などを多数登場させている。3DCGのみという制約があるゲーム画面で実在地域をモチーフとしたリアリティな街並みを再現するため、300社にも及ぶ殆どの企業から利用許諾を得ているが故に、ステレオタイプに反映するほどとなった大阪のシンボルである道頓堀グリコサインの知的財産権を管理する江崎グリコのように許諾を得ることが出来ずに架空の看板への差し替えを余儀なくされた事例も少なからず存在する。なお、セガブランドのアミューズメント施設は自社店舗としての扱いだったが、運営店舗をセガグループ外のGENDA GiGO Entertainmentに売却した後は、同社と契約した外部企業店舗に扱いを変更されている。
また、オンラインゲームにおいて、既存の世界観を壊す広告の掲載は、アイテム課金収入を低下させる要素となり得る。ただし、ユーザー評価の向上や課金収入・課金率を向上させる場合もあるので、ゲームへの影響はゲームバランスや導入方法によって異なる。